# Porubszky Mária
Porubszky Mária (Porubszky-Angyalosiné Mária) (Rédics, 1945. november 5. –) magyar sakkozó, női nemzetközi mester, sakkolimpiai ezüst és bronzérmes.

## Élete és sakkpályafutása
1967-ben tört be az élvonalba, amikor is a magyar bajnokságon ötödik lett, a szófiai nemzetközi versenyen a nyolcadik, majd a Halléban megrendezett nemzetközi versenyt biztosan nyerte. A magyar bajnokságon 1973-ban, amelyen Ivánka Mária győzött, Verőci Zsuzsával holtversenyben a 2-3. helyen végzett. 1979-ben Csonkics Tündével az 1-2. helyen végezve aranyérmet, 1981-ben ezüstérmet szerzett.
Három olimpián vett részt a magyar válogatottban. A csapattal 1974-ben a 4. helyen végzett, míg 1980-ban ezüst, 1982-ben bronzérmet szerzett. Egyéniben 1980-ban tábláján a 2. legjobb eredményt elérve kapott ezüstérmet. Olimpiai eredményei emlékét a világon egyedülálló sakkolimpiai emlékmű őrzi Pakson.

## Kiemelkedő versenyeredményei
- 2001: XX. nemzetközi sakkverseny, Keszthely, legjobb női versenyző[4]
- 2005: IV. Magyar Senior bajnokság, Ajka, legjobb női versenyző[5]
- 2005: Keszthely Open, Keszthely, legjobb női versenyző[6]
- 2006: XXV. Keszthely Open, Keszthely, legjobb női versenyző[7]
- 2008: megosztott 1. helyezés, Keszthely Open[8]

### Játékereje
2012 júliusa óta nem játszott az Élő-pontszámításba beleszámító játszmát, így jelenleg inaktív. Utolsó Élő-pontszáma 2019. Legmagasabb Élő-pontszáma 1987 januárjában 2240.

## Megjelent művei
- Bilek István, Angyalosiné Porubszky Mária, Barcza Gedeon, Csom István, Haág Ervin: Versenyfutás az aranyérmekért – Máltai sakkolimpia 1980., Sport Lap- és Könyvkiadó, 1982 ISBN 963-253-406-9

## Díjai, elismerései
- Pro Urbe díj (2003) A Zalaegerszegi Csuti-Hydrocomp SK sakkcsapatának tagjaként.[11]
- Maróczy Géza-díj (2015)[12]